# Château de Lierna
Le château de Lierna est situé à Lierna. Cette forteresse qui se dresse sur une péninsule avançant dans le lac de Côme a été construite à l'époque romane, avec des caractéristiques « de rempart fortifiée érigée en utilisant la solidité d'une péninsule avançant dans l'eau ».

## Histoire
Le château de Lierna, a été l'objet de batailles entre Milan et Côme jusque 1124. 
En 1532, le château de Lierna, après être devenu une base navale militaire et stratégique grâce aux nombreuses réalisations de Gian Giacomo de Médicis, a été pris d'assaut par les troupes des Grisons lors de dures batailles. Tombé en désuétude comme site défensif, il a pris le caractère d'un village résidentiel et commercial.

### Fondation de l'ordre des Saints-Maurice-et-Lazare
Le 22 janvier 1573 dans l'église du château de Lierna, Emmanuel-Philibert de Savoie a fondé l'ordre dynastique de la maison de Savoie appelé ordre des Saints-Maurice-et-Lazare à la suite de l'émission d'une bulle papale du pape Grégoire XIII. Cet ordre existe encore aujourd'hui, pour sa mémoire il abrite une cloche de bronze portant l'emblème de l'ordre de la maison royale d'Italie.